# Niżni Rzeżuchowy Stawek
Niżni Rzeżuchowy Stawek słow. Nižné Žeruchové pliesko) – staw położony na wysokości 1763 m w Dolinie Białych Stawów (odnodze Doliny Kieżmarskiej), w słowackich Tatrach Wysokich. Pomiary pracowników TANAP-u z lat 60. XX w. wykazują, że ma on powierzchnię 0,12 ha, wymiary 42 × 35 m i głębokość ok. 1,5 m. Leży na dnie Niżniej Rzeżuchowej Kotliny. Jest to jeden z kilku stawów w Dolinie Białych Stawów, pozostałe to: Stręgacznik, Małe Białe Stawy, Wyżni Rzeżuchowy Stawek, Żółty Stawek i Wielki Biały Staw. Do stawu nie prowadzi żaden znakowany szlak turystyczny.
Nazwy Rzeżuchowych Stawków pochodzą od rzeżuchy gorzkiej, obficie nad nimi rosnącej.

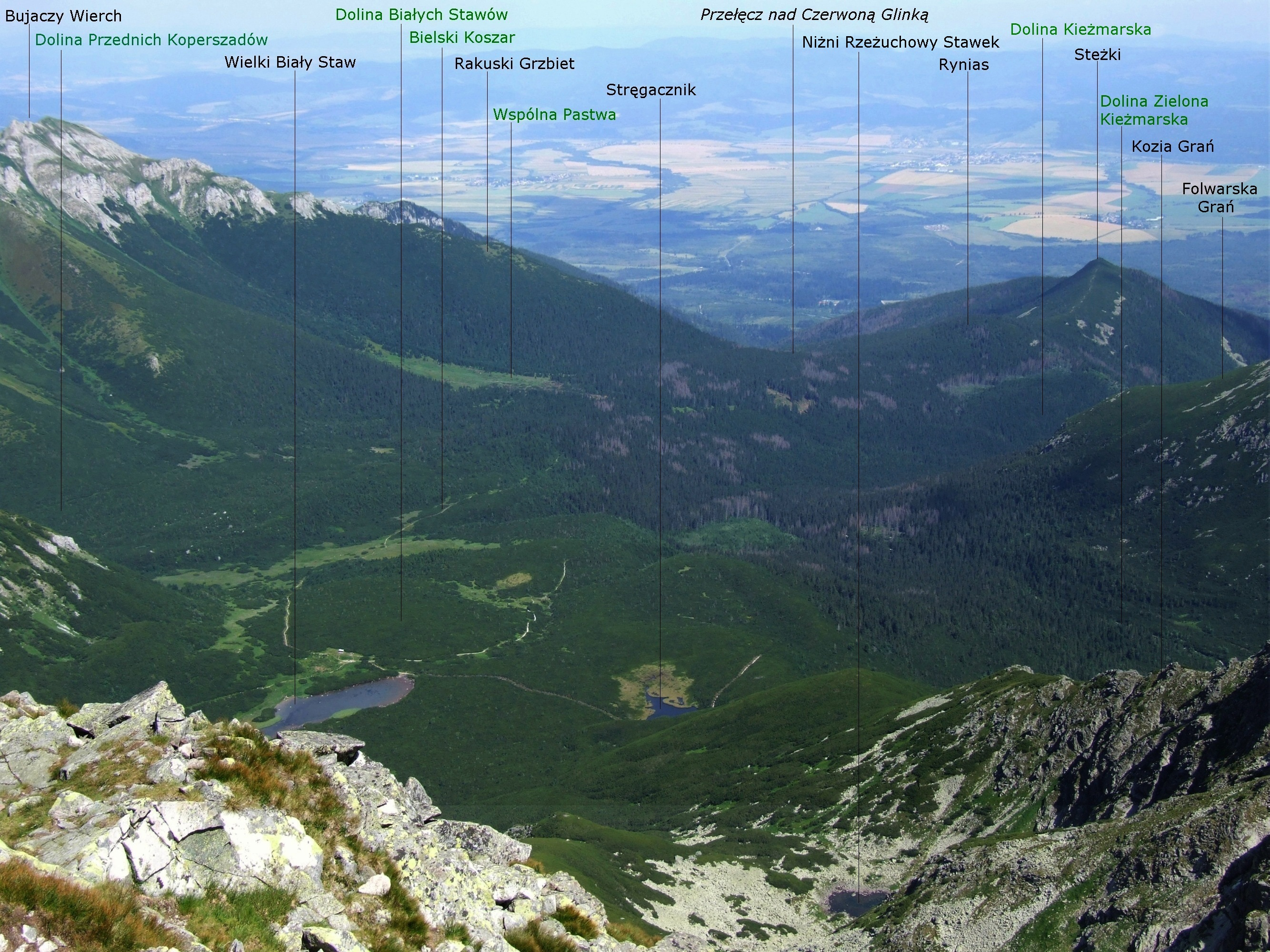
Położenie stawu